# ロマン・グロージャン
ロマン・ダヴィド・ジェレミー・グロージャン（Romain David Jeremie Grosjean, 1986年4月17日 - ）は、スイス・ジュネーヴ生まれのレーシングドライバー。フランスとスイスの二重国籍を所有しているがモータースポーツにおいてはフランス国籍であることを明言している。日本のマスメディアにおいては、「ロメイン・グロージャン」と表記する場合もある（英語の発音ではフランス人のアラン・プロスト (Alain) のようにロマンやロメンに近い）。

## 経歴

### フォーミュラ・ルノー
2003年はスイス・フォーミュラ・ルノー1.6選手権に出場、全10戦に勝利し、全戦でファステストラップを獲得してチャンピオンとなり、翌2004年にはフランス・フォーミュラ・ルノーとユーロカップ・フォーミュラ・ルノーに移った。
2005年もフランス・フォーミュラ・ルノーとユーロカップ・フォーミュラ・ルノーに出場し、フランス・フォーミュラ・ルノーにおいてチャンピオンを獲得し、ルノーの育成プログラムとなるルノー・ドライバー・デベロップメントに加わることとなった。

### F3
2005年にSignature-Plusチームでロイック・デュバルの代役としてマカオグランプリでF3デビューを果たし9位だった。 2006年はユーロF3に参戦したが、ランキング13位に終わった。イギリスF3にも出場し、フランスのポーで行われたレースでは2レースともポールポジションでスタートし両レースに優勝し、ファステストラップを獲得した。マスターズF3は5位。マカオグランプリは5位。
2007年はASM Formule 3に移籍しユーロF3に引き続き参戦しシリーズチャンピオンになった。この年のマスターズF3においてポールポジションを獲得したが14位に終わった。マカオグランプリは8位。

### GP2

#### F1デビュー以前のGP2
2008年はこの年から始まったGP2アジアシリーズにARTグランプリから出場しGP2アジアシリーズの初代チャンピオンになった。引き続きARTグランプリからGP2メインシリーズに出場し4位だった。
2009年はGP2メインシリーズに元カンポス・グランプリだったバルワ・アダックスで参戦していたがシーズン途中でルノーF1に移った。

#### F1デビュー後のGP2
ルノーF1のシートを失った翌年の2010年、第6戦ホッケンハイムにDAMSからジェローム・ダンブロシオに代わって出走した。また、第7戦ブダペストで負傷したホーピン・タンに代わり、第8戦スパ・フランコルシャンから再びDAMSで出走している。
2011年のGP2アジアシリーズではDAMSから参戦。バーレーンでのレースが中止になるなどでわずか2戦のシリーズになったが、2戦ともポールポジションを獲得し1勝するなどの活躍を見せ2度目のチャンピオンになった。引き続きGP2メインシリーズにもDAMSから参戦、第8戦スパ・フランコルシャンの第1レースで最終戦を待たずにシリーズチャンピオンを獲得した。

## F1における経歴

### ルノー時代

#### 2009年
2008年にネルソン・ピケJr.がレースドライバーとなった為にグロージャンがルノーF1のテストドライバーとして起用され、6月7日と8日にシルバーストーンで行われたワールド・シリーズ・バイ・ルノーにおいて前年度のマシンとなるルノー・R27でデモンストレーションを行った。2009年もルノーF1のテストドライバーを務め、シーズン途中でネルソン・ピケJr.と代わりレースドライバーとなるのではないかとの噂も立っていた中、8月18日にネルソン・ピケJr.に代わって2009年ヨーロッパグランプリからの出走が発表された。
デビュー戦のヨーロッパグランプリでは、予選14位と目標にしていたQ2進出を達成した。レースでは1周目で他車と接触し15位に沈んだが、ベストラップでは9位・1'39.428とチームメイトのフェルナンド・アロンソ（10位・1'39.494）よりも上回った。
そのまま最終戦アブダビまで参戦したが、ルノーF1は2010年のドライバーにロバート・クビサとヴィタリー・ペトロフを起用したため、F1のシートを失うこととなった。

#### 2010年 - 2011年
2010年はどのF1チームにも所属せず、一時はモータースポーツからの引退も考えたが(#エピソード参照)、翌シーズンのF1に供給されるピレリタイヤのテストドライバーに、ニック・ハイドフェルドの後任として就任した。
2011年はロータス・ルノーGPのテストドライバーに就任し、最終2戦のアブダビグランプリとブラジルグランプリでは金曜フリー走行1回目に出走した。

### ロータス時代

#### 2012年
前年度のGP2においてチャンピオンを獲得した功績から、前年にテストドライバーを務めていたロータス・ルノーGPからレギュラードライバーとして再びF1に返り咲いた事が発表された 。チームメイトは2007年F1ワールドチャンピオンである、キミ・ライコネン。
初戦のオーストラリアグランプリではレッドブルやメルセデスを抑え予選で3番手グリッドを獲得したもののリタイヤ。続くマレーシアグランプリでも早々にリタイアを喫し、2グランプリの決勝で僅か5周しか走行できなかった。だが第3戦中国グランプリでは6位でF1初入賞を果たして流れを掴み、第4戦バーレーングランプリではチームメイトのライコネンと共に力走し、3位表彰台を獲得した。さらに第5戦スペイングランプリでは優勝争いにこそ絡めなかったものの、安定した好走を見せ4位に入り、自身初のファステストラップを記録した。しかしその後のレースもスタート時にクラッシュを引き起こすなど問題行動を重ねた。ついには第12戦ベルギーグランプリではスタート直後に起きた多重クラッシュの原因を作ったとして、1レースの出場停止と5万ユーロの罰金が科せられた。2012年日本グランプリでも1周目にウェバーへ追突しペナルティを受けた。

#### 2013年
前年に引き続きライコネンとのタッグでロータスF1チームから参戦した。前年に数多くの批判を受けた他者との接触は明らかに減ったものの、新仕様のピレリタイヤを使いこなすことに苦労しライコネンに比べて成績は見劣りした。しかしピレリタイヤの仕様が前年のものに戻った後半戦は競争力を発揮し、予選・決勝で度々ライコネンを上回った。
前年1周目に接触事故を起こした、2013年日本グランプリでは、抜群のスタートでフロントローのレッドブル2台をかわしトップへ。2回目のピットストップ後にベッテルに先行されるまで、安定した走りでラップリーダーの座を守り続けた。

シーズン後半に手のつけようの無い競争力を発揮したレッドブルに対する1番のチャレンジャーと呼ばれ、自身の評価を高めるシーズンとなった。来シーズンも同チームから参戦することが発表された。

#### 2014年
チームメイトはパストール・マルドナド。2年前に他車との接触事故を繰り返した2大問題児コンビとして話題となる。しかし成績はルノー製パワーユニットの完成度不足も影響し、最高位は8位が限度と苦戦した。

#### 2015年
この年よりパワーユニットがメルセデスに変更され、パフォーマンス向上が期待された。ベルギーGPでは、タイヤバーストに見舞われたセバスチャン・ベッテルをオーバーテイクして3位へ浮上、そのままフィニッシュし久しぶりに表彰台に上がる。
日本GP後の9月29日、2016年より参戦する新チームハースF1へ移籍することが発表された。先述した活躍もあってか、いわゆるエース待遇での加入でありドライバーとしての評価向上を伺わせた。またグロージャンの移籍に伴い、彼と関係が深いレースエンジニアの小松礼雄もハースに移籍している。

### ハース時代

#### 2016年
ハースの初レースである開幕戦で6位に入賞、新規参戦チームは初戦で初入賞を達成した。第2戦バーレーンGPでも終始アグレッシブな走りで5位入賞を果たした。その後は苦戦を強いられたが、最終的には前述の5位を筆頭に入賞5回の計29ポイントを獲得し、この年のチームの全ポイントを獲得した。

#### 2017年
引き続きハースから参戦。開幕戦で予選6位を獲得し、好調なスタートを切ったかと思われたが、その決勝はリタイア。第9戦オーストリアGPの6位を筆頭に入賞8回の計28ポイントを記録したが、レース自体が1戦減っているうえ、前年よりも1ポイント減かつ最高順位も下回るなど、入賞回数は増えたが成績自体はわずかながらに低下した。前年に続きブレーキの問題に悩まされていた影響もあるが、ハマれば強いがハマらなければ最下位やレース中に入賞圏内にも入れずフィニッシュという、極端に浮き沈みが激しいシーズンを過ごした。

#### 2018年
ハースでの3年目を迎える。この年のマシンVF-18の性能は高くシーズン前テストの結果から活躍を期待されていたが、マシントラブルが自らの方に頻発したうえ、自身・チーム共にミスが重なり、第8戦までノーポイントであった。特に第5戦スペインGPではスタート後の3コーナーで単独スピン、その後もアクセルを踏み続けてニコ・ヒュルケンベルグとピエール・ガスリーを巻き込んでクラッシュするという大事故を起こした。これによりペナルティポイント2点と3グリッド降格のペナルティを受けただけでなく、かつての「問題児」ぶりを思わせるクラッシュで批判を受けた。チームメイトのケビン・マグヌッセンが何度かトップ3チームの後ろでフィニッシュしランキング中盤に位置しているのに対し、下位チームのドライバーが散発的にポイントを獲得していることもあって自身はランキング最下位を争う厳しい状況に置かれていた。そんな中第9戦オーストリアGPではメルセデス勢のトラブルやコース特性にも助けられ4位入賞。ハース加入以後の最高成績かつチームの最高順位更新をマークした。これをきっかけに調子を取り戻し、以後チームメイトを上回る成績をマークするようになり、同年のロシアGP開催中にチームが2019年も続投させることを発表した。その後も3度の入賞を記録、一時はランキング最下位も危ぶまれた状況から盛り返してドライバーズランキング14位で終えた。また、不調はあったがポイント面では前年を上回っている。

#### 2019年
ハースで4年目を迎える。前年の活躍から注目を集めていたチームだったが、シーズン前テストの段階でマシンの戦闘力は良いとは言えず、不安を抱えたまま開幕戦に臨んだ。結果的に見れば、この年のマシン開発が失敗し、チーム全体で苦戦。自身のほうはそれにのまれ精彩を欠くシーズンとなった。チームメイトが時折気を吐いて結果を残したのに対し、自身は見せ場を作ることができなかったため、心機一転という意味でチームはグロージャンを解任するのではという噂が絶えなかった。そんななか、第15戦前にチームは両ドライバーの続投（グロージャン残留）を発表。チームがドライバーの継続性を重視したため、F1のキャリア終了はいったん回避された。

#### 2020年
ハースで5年目を迎える。記録上の最高位の関係で第10戦までドライバーズランキング最下位だったが、第11戦アイフェルGPで唯一1ストップ作戦を成功させ9位入賞し、最下位から脱出した。10月22日、チームはケビン・マグヌッセンと共に今季で契約を終了することを発表した。
そんな中、第15戦バーレーンGPでは、スタート直後にダニール・クビアトと接触しその弾みでガードレールに衝突。衝撃でグロージャンのマシンは前後に真っ二つになったうえにガードレールを突き破り激しく炎上する大事故が発生してしまう。
この時マシンには67Gもの負荷がかかっており、最悪の事態も考えられる事故だったが、グロージャンの体は頭部・頸部支持システム（HANS）、頭部保護システム（Halo）などの年々進化した安全装置により、生存スペースと本人の意識が確保されていた。挟まった状態であった左足も速やかに引き抜き。
燃え上がるマシンから自力で脱出に成功。軽度の火傷を負い2日間の入院を強いられたものの骨折などもなくこの事故から生還した。
火傷の治療など大事を取って、翌週開催の第16戦サクヒールGPは欠場することとなり、さらにサクヒールGPの開催中にアブダビGPも欠場して火傷の治療に専念することを発表し、バーレーンGPがハースでの最後のレースとなることとなった。この事故はフジテレビ以外の普段F1を扱わない日本の放送局のニュースでも映像付きで報道されたほどの規模だった。また、これほどの大規模な事故で軽傷で済んだのは、Haloなどの保護デバイスや耐火レーシングスーツなどの成果であると言われている。
不本意な形で予定より数戦早くF1を去ることになったグロージャンに対し、2020年のチャンピオンチームであるメルセデスは、グロージャンに対して2019年のマシンを使用したプライベートテスト、および2021年のフランスGPにおいてのデモランを計画した。しかし新型コロナウイルスによるフランスGPの日程変更により、参戦しているインディカーのレースと重なってしまいデモランは中止。プライベートテストもアメリカからの渡航制限の影響などにより延期となっている。

## その他の経歴
GT1
2010年はマテック・コンペティションのフォード・GTを駆って、FIA GT1世界選手権に参戦することになり、4月17日の開幕戦アブダビで、バースデイウインとなる初優勝を飾った（パートナーはトーマス・ムテシュ）。第3戦チェコでもトーマス・ムテシュとのコンビで優勝した。
Auto GP
2010年の第3戦スパ・フランコルシャンよりDAMSからAuto GPに参戦。デビュー戦では予選でポールポジションを獲得すると、第1レースで優勝。続く第4戦マニクールでもポールポジションからスタートし第1レースを優勝、2戦連続でポール・トゥ・ウィンを決めた。第5戦ナバラの第2レースでも優勝し、最終戦となった第6戦モンツァの第1レースでは今季3度目となるポール・トゥ・ウィンで優勝した。この結果、グロージャンはシリーズ6戦中4戦の出場ながらシリーズチャンピオンに輝いた。
インディカー
2021年のインディカー・シリーズにデイル・コイン・レーシングから参戦する事を発表。当初は2020年のF1での事故の影響から、ロード/ストリートコースでのレースのみに参戦しインディ500を含むオーバルコースでのレースは辞退していたものの、インディ500のレースを見たことをきっかけにオーバルコースでのレースの参戦も開始することとなった。2022年にはトップチームのアンドレッティ・オートスポーツに移籍。しかし成績は低迷し、2023年シーズン終了と共にアンドレッティを離脱したほか、同チームを相手に法的な仲裁手続を進めていることを明らかにしている。
WEC/IMSA
2024年よりFIA 世界耐久選手権（WEC）及びIMSA スポーツカー選手権に参戦するランボルギーニが、ワークスドライバーの一人としてグロージャンと契約することを明らかにしており、2023年10月にはテストに参加しランボルギーニ・SC63の実車を走らせた。2024年は基本的にIMSAのみの参戦となる予定。
開発ドライバー
2022年にチェコの自動車メーカー・プラガが発表したハイパーカー「ボヘマ」では、開発がスタートした2019年からアドバイザーを務め、自ら開発ドライバーとしてテスト走行を担当した。

## 評価
F1参戦以降のクラッシュや他車との接触事故は以下の通り。2009年ヨーロッパグランプリでルカ・バドエル、イタリアグランプリでフロントウィング損傷、ベルギーグランプリでジェンソン・バトン、2012年オーストラリアグランプリで2周目にパストール・マルドナド、マレーシアグランプリでミハエル・シューマッハ、スペイングランプリでセルジオ・ペレス、モナコグランプリでは再びシューマッハ、イギリスグランプリでポール・ディ・レスタ、ドイツグランプリではコースアウトし自滅、上記のベルギーグランプリ・日本グランプリも合わせればキャリア20戦中11戦でスタート1周目に接触・自滅事故を引き起こしている。特にベルギーグランプリの事故はタイトル争い中のフェルナンド・アロンソのリタイアを招く形となったため、タイトル争いに大きく影響した。そのため、他のドライバーやチーム関係者からは「問題児」「オープニングラップの狂人」「サーキットの通り魔」と称された。
2013年もモナコグランプリでダニエル・リカルドに追突する事故を起こしたが、その後は問題を起こすこともなく、落ち着いたレース運びをみせて結果を残した。グロージャンのことを「オープニングラップの狂人」と呼んだウェバーも「今年彼はすごくいい仕事をしている」と評価した。担当エンジニアの小松礼雄も「今年のグロージャンは大きく成長した」「今の彼は本当にミスをしない」と語った。日本GPでも前半をトップで走行するなど見せ場を残した。
2016年には新規参戦のハースに1stドライバーとして迎えられるまでに評価を高め、新規ゆえにマシン性能の（相対的な）低さもあり下位グループでの戦いとなりながらも5度の入賞を記録、この年のハースのポイントを1人で稼ぎコンストラクターズ8位に貢献した。
2018年にはアゼルバイジャンGPにおいて6位でセーフティカー導入中、ステアリングホイールのスイッチを誤操作して単独クラッシュを喫した。ちなみに、グロージャンのエンジニアは勘違いから『(マーカス・)エリクソンがぶつけたんだと思うね』と関係のないドライバーに責任を転嫁してしまった。「ルーキーでもしないミス」と評されたほか、次戦スペインGPではスタート後の3コーナーで単独スピンからコース上を横切ったためニコ・ヒュルケンベルグとピエール・ガスリーを巻き込んでクラッシュした。来季のシート喪失の噂が出てくる状況であったが、同年オーストリアGPでQ3進出の4位入賞により、チーム残留候補まで評価を回復。その結果、2019年のシートを確保することに成功した。
彼の評価が分かれることとなった2018年だが、アゼルバイジャンGPやイギリスGPにて運転ミスが原因のリタイア、ペナルティポイントを受けた4戦のうち3戦が接触事故が原因のペナルティなため、批判されるのも無理はなかった。だが、1度に受けた点数は2点以下（2点が3回と1点が1回）にとどまっており、オーストリアGPで青旗無視で3点を受けたランス・ストロールに対し、シンガポールGPで同様のことをしてしまったグロージャンだが、公道コースという特性を考慮して2点にとどまっており、全てがグロージャン側の過失というわけではなかった。接触・自滅事故が目立ったシーズンだが、批判が先行している面もあり、スペインGPの件ではハース代表が「全ての原因をグロージャンに負わせるのは酷だ」と反論している。
そのため、ハース加入前は極端に浮き沈みが激しい傾向であったが、加入後はスランプに陥っている間は成績が低迷するが、それを克服しているときのレースでは速さを見せるという傾向が強くなっている。
ちなみに、この類のうっかりクラッシュはGP2時代からパストール・マルドナドと並んで有名で、マルドナドもF1参入直後のクラッシュが目立っていたため、GP2の仕様そのものに問題があるのではないかとまで言われる始末であった。ちなみにグロージャンとマルドナド同士の凡ミスもGP2ホッケンハイムグランプリで起きている。
グロージャンと長きに渡りコンビを組んだ小松礼雄は、「天性の一発の速さ」「どんなサーキット行ってもすぐに速いタイムを出せる」点を長所として挙げつつも、精神面に課題が有り「ミスをした時に、自分が他人から見られていると思っているからこそ「自分のせいじゃない」ということを言わないと気が済まない」「最後まで精神的な弱さを克服できなかった」と語っている。

## エピソード
- 三児の父[42]
- 同時期にF1に参戦していたポール・ディ・レスタとは生年月日が1日違いである。
- 2017年にはジェンソン・バトンに代わり、グランプリ・ドライバーズ・アソシエーション（GPDA）の理事に就任した[43]。
- 2010年にルノーF1のシートを失った際、一時シェフへの転身を考えていたことを後に明らかにしている。実際パリのとある料理学校に入学しようと実際に学校まで出向いたものの、その学校の入学時の年齢制限を上回っていたため申し込みすらできず、結局レーシングドライバー業を継続することになった[44]。
- 小松礼雄とは非常に縁が深く、2011年にロータスで初コンビを組み、ハース移籍時も共に移籍したこともあり、2020年にグロージャンがハースを離脱するまで仕事仲間としての関係が続いていた。信頼も厚く、グロージャン自ら「僕はアヤオと非常に強い関係を築いてきた」と語るほどである[45]。

## レース戦績

### 略歴
| 年      | シリーズ                                        | チーム                                                         | レース           | 勝利             | PP               | FL               | 表彰台           | ポイント         | 順位             |
| ------- | ----------------------------------------------- | -------------------------------------------------------------- | ---------------- | ---------------- | ---------------- | ---------------- | ---------------- | ---------------- | ---------------- |
| 2003    | フォーミュラ・リスタ・ジュニア1.6               | アドヴァンス・レーシング                                       | 10               | 10               | ?                | ?                | 10               | ?                | 1位              |
| 2004    | フランス・フォーミュラ・ルノー                  | SG・フォーミュラ                                               | ?                | 1                | ?                | ?                | 4                | ?                | 7位              |
| 2004    | フォーミュラ・ルノー2000 ユーロカップ           | SG・フォーミュラ                                               | 9                | 0                | 0                | 0                | 0                | 32               | 14位             |
| 2005    | フランス・フォーミュラ・ルノー                  | SG・フォーミュラ                                               | 16               | 10               | 10               | 0                | 13               | 211              | 1位              |
| 2005    | ユーロカップ・フォーミュラ・ルノー2.0           | SG・フォーミュラ                                               | 7                | 0                | 0                | 0                | 2                | 28               | 12位             |
| 2005    | マカオグランプリ                                | シグナチュール＝プラス                                         | 1                | 0                | 0                | 0                | 0                | N/A              | 9位              |
| 2006    | フォーミュラ3・ユーロシリーズ                   | シグナチュール＝プラス                                         | 20               | 0                | 0                | 0                | 1                | 19               | 13位             |
| 2006    | イギリス・フォーミュラ3選手権                   | シグナチュール＝プラス                                         | 2                | 2                | 1                | 2                | 2                | 0                | NC†              |
| 2006    | マカオグランプリ                                | シグナチュール＝プラス                                         | 1                | 0                | 0                | 0                | 0                | N/A              | 5位              |
| 2007    | フォーミュラ3・ユーロシリーズ                   | ASM・フォーミュレ3                                             | 20               | 6                | 4                | 7                | 13               | 106              | 1位              |
| 2007    | マスターズ・オブ・フォーミュラ3                 | ASM・フォーミュレ3                                             | 1                | 0                | 1                | 0                | 0                | N/A              | 14位             |
| 2007    | マカオグランプリ                                | ASM・フォーミュレ3                                             | 1                | 0                | 0                | 0                | 0                | N/A              | 8位              |
| 2008    | GP2シリーズ                                     | ARTグランプリ                                                  | 20               | 2                | 1                | 2                | 6                | 62               | 4位              |
| 2008    | GP2アジアシリーズ                               | ARTグランプリ                                                  | 10               | 4                | 4                | 3                | 5                | 61               | 1位              |
| 2008    | フォーミュラ1                                   | ING・ルノーF1チーム                                            | テストドライバー | テストドライバー | テストドライバー | テストドライバー | テストドライバー | テストドライバー | テストドライバー |
| 2009    | GP2シリーズ                                     | バルワ・アダックス・チーム                                     | 12               | 2                | 3                | 2                | 3                | 45               | 4位              |
| 2009    | フォーミュラ1                                   | ING・ルノーF1チーム ルノーF1チーム                             | 7                | 0                | 0                | 0                | 0                | 0                | 23位             |
| 2010    | GP2シリーズ                                     | DAMS                                                           | 8                | 0                | 0                | 0                | 2                | 14               | 14位             |
| 2010    | Auto GP                                         | DAMS                                                           | 8                | 4                | 3                | 4                | 7                | 58               | 1位              |
| 2010    | FIA GT1世界選手権                               | マテック・コンペティション                                     | 10               | 2                | 0                | 0                | 3                | 62               | 11位             |
| 2010    | ル・マン24時間レース - LMGT1                    | マテック・コンペティション                                     | 1                | 0                | 0                | 0                | 0                | N/A              | DNF              |
| 2010    | スパ24時間レース                                | グラビティ・インターナショナル                                 | 1                | 0                | 0                | 0                | 0                | N/A              | 16位             |
| 2011    | GP2シリーズ                                     | DAMS                                                           | 18               | 5                | 1                | 6                | 10               | 89               | 1位              |
| 2011    | GP2アジアシリーズ                               | DAMS                                                           | 4                | 1                | 2                | 2                | 2                | 24               | 1位              |
| 2011    | フォーミュラ1                                   | ロータス・ルノーGP                                             | テストドライバー | テストドライバー | テストドライバー | テストドライバー | テストドライバー | テストドライバー | テストドライバー |
| 2012    | フォーミュラ1                                   | ロータスF1チーム                                               | 19               | 0                | 0                | 1                | 3                | 96               | 8位              |
| 2013    | フォーミュラ1                                   | ロータスF1チーム                                               | 19               | 0                | 0                | 0                | 6                | 132              | 7位              |
| 2014    | フォーミュラ1                                   | ロータスF1チーム                                               | 19               | 0                | 0                | 0                | 0                | 8                | 14位             |
| 2015    | フォーミュラ1                                   | ロータスF1チーム                                               | 19               | 0                | 0                | 0                | 1                | 51               | 11位             |
| 2016    | フォーミュラ1                                   | ハースF1チーム                                                 | 21               | 0                | 0                | 0                | 0                | 29               | 13位             |
| 2016-17 | アンドロス・トロフィー - エリート・プロ・クラス | DA レーシング                                                  | 2                | 1                | 1                | 1                | 1                | 106              | 14位             |
| 2017    | フォーミュラ1                                   | ハースF1チーム                                                 | 20               | 0                | 0                | 0                | 0                | 28               | 13位             |
| 2018    | フォーミュラ1                                   | ハースF1チーム                                                 | 21               | 0                | 0                | 0                | 0                | 37               | 14位             |
| 2019    | フォーミュラ1                                   | リッチ・エナジー・ハースF1チーム ハースF1チーム                | 21               | 0                | 0                | 0                | 0                | 8                | 18位             |
| 2020    | フォーミュラ1                                   | ハースF1チーム                                                 | 15               | 0                | 0                | 0                | 0                | 2                | 19位             |
| 2021    | インディカー・シリーズ                          | デイル・コイン・レーシング ウィズ リック・ウェアー・レーシング | 13               | 0                | 1                | 1                | 3                | 272              | 15位             |
| 2021–22 | アンドロス・トロフィー - エリート・プロ・クラス | DA レーシング                                                  | 4                | 0                | 0                | 0                | 0                | 174              | 14位             |
| 2022    | インディカー・シリーズ                          | アンドレッティ・オートスポーツ                                 | 17               | 0                | 0                | 0                | 1                | 328              | 13位             |
| 2023    | インディカー・シリーズ                          | 17                                                             | 0                | 2                | 0                | 2                | 296              | 13位             |                  |
| 2023    | ウェザーテック・スポーツカー選手権 - GTD Pro    | アイロン・リンクス                                             | 2                | 0                | 0                | 0                | 0                | 612              | 14位             |

- † : ゲストドライバーとしての出走であるため、ポイントは加算されない。
- * : 今シーズンの順位。（現時点）

### フォーミュラ3・ユーロシリーズ
| 年     | チーム                 | シャシー          | エンジン   | 1        | 2        | 3       | 4         | 5       | 6         | 7       | 8       | 9        | 10      | 11       | 12       | 13      | 14       | 15        | 16        | 17       | 18       | 19        | 20        | DC   | ポイント |
| ------ | ---------------------- | ----------------- | ---------- | -------- | -------- | ------- | --------- | ------- | --------- | ------- | ------- | -------- | ------- | -------- | -------- | ------- | -------- | --------- | --------- | -------- | -------- | --------- | --------- | ---- | -------- |
| 2006年 | シグナチュール＝プラス | ダラーラ F305/029 | メルセデス | HOC 1 21 | HOC 2 13 | LAU 1 6 | LAU 2 4   | OSC 1 3 | OSC 2 6   | BRH 1 9 | BRH 2 6 | NOR 1 12 | NOR 2 8 | NÜR 1 18 | NÜR 2 10 | ZAN 1 4 | ZAN 2 11 | CAT 1 Ret | CAT 2 9   | BUG 1 20 | BUG 2 12 | HOC 1 DSQ | HOC 2 DSQ | 13位 | 19       |
| 2007年 | ASM・フォーミュレ3     | ダラーラ F305/059 | メルセデス | HOC 1 5  | HOC 2 1  | BRH 1   | BRH 2 Ret | NOR 1   | NOR 2 Ret | MAG 1 2 | MAG 2 7 | MUG 1    | MUG 2   | ZAN 1    | ZAN 2 3  | NÜR 1 5 | NÜR 2    | CAT 1 8   | CAT 2 DSQ | NOG 1    | NOG 2 3  | HOC 1 2   | HOC 2 3   | 1位  | 106      |

- 太字はポールポジション、斜字はファステストラップ。(key)

### GP2シリーズ
| 年     | エントラント       | 1         | 2          | 3           | 4          | 5           | 6          | 7           | 8           | 9          | 10        | 11         | 12         | 13         | 14         | 15        | 16          | 17         | 18         | 19        | 20        | DC   | ポイント |
| ------ | ------------------ | --------- | ---------- | ----------- | ---------- | ----------- | ---------- | ----------- | ----------- | ---------- | --------- | ---------- | ---------- | ---------- | ---------- | --------- | ----------- | ---------- | ---------- | --------- | --------- | ---- | -------- |
| 2008年 | ARTグランプリ      | CAT FEA 5 | CAT SPR 13 | IST FEA 2   | IST SPR 1  | MON FEA Ret | MON SPR 10 | MAG FEA Ret | MAG SPR Ret | SIL FEA 5  | SIL SPR 8 | HOC FEA 2  | HOC SPR 4  | HUN FEA 17 | HUN SPR 12 | VAL FEA 3 | VAL SPR Ret | SPA FEA 1  | SPA SPR 9  | MNZ FEA 4 | MNZ SPR 3 | 4位  | 62       |
| 2009年 | バルワ・アダックス | CAT FEA 1 | CAT SPR 2  | MON FEA 1   | MON SPR 17 | IST FEA Ret | IST SPR 12 | SIL FEA 5   | SIL SPR 4   | NÜR FEA 18 | NÜR SPR 5 | HUN FEA 10 | HUN SPR 4  | VAL FEA    | VAL SPR    | SPA FEA   | SPA SPR     | MNZ FEA    | MNZ SPR    | ALG FEA   | ALG SPR   | 4位  | 45       |
| 2010年 | DAMS               | CAT FEA   | CAT SPR    | MON FEA     | MON SPR    | IST FEA     | IST SPR    | VAL FEA     | VAL SPR     | SIL FEA    | SIL SPR   | HOC FEA 20 | HOC SPR 19 | HUN FEA    | HUN SPR    | SPA FEA 3 | SPA SPR 6   | MNZ FEA 13 | MNZ SPR 17 | YMC FEA 6 | YMC SPR 3 | 14位 | 14       |
| 2011年 | DAMS               | IST FEA 1 | IST SPR 10 | CAT FEA DSQ | CAT SPR 9  | MON FEA 4   | MON SPR 3  | VAL FEA 1   | VAL SPR Ret | SIL FEA 4  | SIL SPR 1 | NÜR FEA 3  | NÜR SPR 1  | HUN FEA 1  | HUN SPR 3  | SPA FEA 3 | SPA SPR 4   | MNZ FEA 3  | MNZ SPR 21 |           |           | 1位  | 89       |

- 太字はポールポジション、斜字はファステストラップ。(key)

#### GP2アジアシリーズ
| 年     | エントラント  | 1          | 2           | 3         | 4         | 5         | 6         | 7         | 8           | 9          | 10           | DC  | ポイント |
| ------ | ------------- | ---------- | ----------- | --------- | --------- | --------- | --------- | --------- | ----------- | ---------- | ------------ | --- | -------- |
| 2008年 | ARTグランプリ | DUB1 FEA 1 | DUB1 SPR 1  | SEN FEA 4 | SEN SPR 4 | SEP FEA 9 | SEP SPR 2 | BHR FEA 1 | BHR SPR Ret | DUB2 FEA 1 | DUB2 SPR Ret | 1位 | 61       |
| 2011年 | DAMS          | YMC FEA 2  | YMC SPR Ret | IMO FEA 1 | IMO SPR 7 |           |           |           |             |            |              | 1位 | 24       |

- 太字はポールポジション、斜字はファステストラップ。(key)

### F1
| 年     | エントラント       | シャシー   | エンジン                          | 1       | 2       | 3      | 4       | 5       | 6       | 7       | 8       | 9       | 10      | 11      | 12      | 13      | 14      | 15      | 16      | 17     | 18      | 19      | 20      | 21     | WDC  | ポイント |
| ------ | ------------------ | ---------- | --------------------------------- | ------- | ------- | ------ | ------- | ------- | ------- | ------- | ------- | ------- | ------- | ------- | ------- | ------- | ------- | ------- | ------- | ------ | ------- | ------- | ------- | ------ | ---- | -------- |
| 2009年 | ルノー             | R29        | ルノー RS27 2.4 V8                | AUS     | MAL     | CHN    | BHR     | ESP     | MON     | TUR     | GBR     | GER     | HUN     | EUR 15  | BEL Ret | ITA 15  | SIN Ret | JPN 16  | BRA 13  | ABU 18 |         |         |         |        | 23位 | 0        |
| 2011年 | ロータス・ルノーGP | R31        | ルノー RS27-2011 2.4 V8           | AUS     | MAL     | CHN    | TUR     | ESP     | MON     | CAN     | EUR     | GBR     | GER     | HUN     | BEL     | ITA     | SIN     | JPN     | KOR     | IND    | ABU TD  | BRA TD  |         |        | -    | -        |
| 2012年 | ロータス           | E20        | ルノー RS27-2012 2.4 V8           | AUS Ret | MAL Ret | CHN 6  | BHR 3   | ESP 4   | MON Ret | CAN 2   | EUR Ret | GBR 6   | GER 18  | HUN 3   | BEL Ret | ITA EX  | SIN 7   | JPN 19† | KOR 7   | IND 9  | ABU Ret | USA 7   | BRA Ret |        | 8位  | 96       |
| 2013年 | ロータス           | E21        | ルノー RS27-2013 2.4 V8           | AUS 10  | MAL 6   | CHN 9  | BHR 3   | ESP Ret | MON Ret | CAN 13  | GBR 19† | GER 3   | HUN 6   | BEL 8   | ITA 8   | SIN Ret | KOR 3   | JPN 3   | IND 3   | ABU 4  | USA 2   | BRA Ret |         |        | 7位  | 132      |
| 2014年 | ロータス           | E22        | ルノー Energy F1-2014 1.6 V6 t    | AUS Ret | MAL 11  | BHR 12 | CHN Ret | ESP 8   | MON 8   | CAN Ret | AUT 14  | GBR 12  | GER Ret | HUN Ret | BEL Ret | ITA 16  | SIN 13  | JPN 15  | RUS 17  | USA 11 | BRA 17† | ABU 13  |         |        | 14位 | 8        |
| 2015年 | ロータス           | E23 Hybrid | メルセデス PU106B Hybrid 1.6 V6 t | AUS Ret | MAL 11  | CHN 7  | BHR 7   | ESP 8   | MON 12  | CAN 10  | AUT Ret | GBR Ret | HUN 7   | BEL 3   | ITA Ret | SIN 13  | JPN 7   | RUS Ret | USA Ret | MEX 10 | BRA 8   | ABU 9   |         |        | 11位 | 51       |
| 2016年 | ハース             | VF-16      | フェラーリ 061 1.6 V6 t           | AUS 6   | BHR 5   | CHN 19 | RUS 8   | ESP Ret | MON 13  | CAN 14  | EUR 13  | AUT 7   | GBR Ret | HUN 14  | GER 13  | BEL 13  | ITA 11  | SIN DNS | MAL Ret | JPN 11 | USA 10  | MEX 20  | BRA DNS | ABU 11 | 13位 | 29       |
| 2017年 | ハース             | VF-17      | フェラーリ 062 1.6 V6 t           | AUS Ret | CHN 11  | BHR 8  | RUS Ret | ESP 10  | MON 8   | CAN 10  | AZE 13  | AUT 6   | GBR 13  | HUN Ret | BEL 7   | ITA 15  | SIN 9   | MAL 13  | JPN 9   | USA 14 | MEX 15  | BRA 15  | ABU 11  |        | 13位 | 28       |
| 2018年 | ハース             | VF-18      | フェラーリ 062 EVO 1.6 V6 t       | AUS Ret | BHR 13  | CHN 17 | AZE Ret | ESP Ret | MON 15  | CAN 12  | FRA 11  | AUT 4   | GBR Ret | GER 6   | HUN 10  | BEL 7   | ITA DSQ | SIN 15  | RUS 11  | JPN 8  | USA Ret | MEX 16  | BRA 8   | ABU 9  | 14位 | 37       |
| 2019年 | ハース             | VF-19      | フェラーリ 064 1.6 V6 t           | AUS Ret | BHR Ret | CHN 11 | AZE Ret | ESP 10  | MON 10  | CAN 14  | FRA Ret | AUT 16  | GBR Ret | GER 7   | HUN Ret | BEL 13  | ITA 16  | SIN 11  | RUS Ret | JPN 13 | MEX 17  | USA 15  | BRA 13  | ABU 15 | 18位 | 8        |
| 2020年 | ハース             | VF-20      | フェラーリ 065 1.6 V6 t           | AUT Ret | STY 13  | HUN 16 | GBR 16  | 70A 16  | ESP 19  | BEL 15  | ITA 12  | TUS 12  | RUS 17  | EIF 9   | POR 17  | EMI 14  | TUR Ret | BHR Ret | SKH     | ABU    |         |         |         |        | 19位 | 2        |

- 太字はポールポジション、斜字はファステストラップ。(key)
- † : リタイアだが、90%以上の距離を走行したため規定により完走扱い。

### GT1世界選手権
| 年     | チーム                     | 車両          | 1        | 2        | 3         | 4          | 5        | 6        | 7        | 8        | 9         | 10        | 11     | 12     | 13     | 14     | 15     | 16     | 17     | 18     | 19     | 20     | 順位 | ポイント |
| ------ | -------------------------- | ------------- | -------- | -------- | --------- | ---------- | -------- | -------- | -------- | -------- | --------- | --------- | ------ | ------ | ------ | ------ | ------ | ------ | ------ | ------ | ------ | ------ | ---- | -------- |
| 2010年 | マテック・コンペティション | フォード・GT1 | ABU QR 2 | ABU CR 1 | SIL QR 21 | SIL CR Ret | BRN QR 6 | BRN CR 1 | PRI QR 7 | PRI CR 7 | SPA QR 20 | SPA CR 14 | NÜR QR | NÜR CR | ALG QR | ALG CR | NAV QR | NAV CR | INT QR | INT CR | SAN QR | SAN CR | 11位 | 62       |

- 太字はポールポジション、斜字はファステストラップ。(key)

### ル・マン24時間レース
| 年     | チーム                     | コ・ドライバー                        | 車両          | クラス | 周回数 | 順位 | クラス順位 |
| ------ | -------------------------- | ------------------------------------- | ------------- | ------ | ------ | ---- | ---------- |
| 2010年 | マテック・コンペティション | トーマス・ムテシュ ジョナサン・ヒルシ | フォード・GT1 | GT1    | 171    | DNF  | DNF        |

### Auto GP
| 年     | エントラント | 1     | 2     | 3     | 4     | 5     | 6     | 7     | 8         | 9       | 10      | 11    | 12      | 順位 | ポイント |
| ------ | ------------ | ----- | ----- | ----- | ----- | ----- | ----- | ----- | --------- | ------- | ------- | ----- | ------- | ---- | -------- |
| 2010年 | DAMS         | BRN 1 | BRN 2 | IMO 1 | IMO 2 | SPA 1 | SPA 2 | MAG 1 | MAG 2 Ret | NAV 1 3 | NAV 2 1 | MNZ 1 | MNZ 2 3 | 1位  | 58       |

- 太字はポールポジション、斜字はファステストラップ。(key)

### インディカー・シリーズ
| 年     | チーム                             | シャシー       | エンジン | 1      | 2       | 3     | 4      | 5      | 6       | 7      | 8      | 9      | 10     | 11     | 12     | 13     | 14     | 15     | 16     | 17     | 18     | 順位 | ポイント |
| ------ | ---------------------------------- | -------------- | -------- | ------ | ------- | ----- | ------ | ------ | ------- | ------ | ------ | ------ | ------ | ------ | ------ | ------ | ------ | ------ | ------ | ------ | ------ | ---- | -------- |
| 2021年 | デイル・コイン・レーシング         | ダラーラ・DW12 | ホンダ   | ALA 10 | STP 13  | TXS   | TXS    | IMS 2  | INDY    | DET 23 | DET 24 | ROA 5  | MDO 7  | NSH 16 | IMS 2  | GTW 14 | POR 22 | LAG 3  | LBH 24 |        |        | 15位 | 272      |
| 2022年 | アンドレッティ・オートスポーツ     | ダラーラ・DW12 | ホンダ   | STP 5  | TXS 26  | LBH 2 | ALA 7  | IMS 17 | INDY 31 | DET 17 | ROA 4  | MDO 21 | TOR 16 | IOW 7  | IOW 9  | IMS 16 | NSH 16 | GTW 13 | POR 19 | LAG 7  |        | 13位 | 328      |
| 2023年 | アンドレッティ・オートスポーツ     | ダラーラ・DW12 | ホンダ   | STP 18 | TXS 14  | LBH 2 | ALA 2  | IMS 11 | INDY 30 | DET 24 | ROA 25 | MDO 13 | TOR 22 | IOW 11 | IOW 12 | NSH 6  | IMS 18 | GTW 12 | POR 27 | LAG 11 |        | 13位 | 296      |
| 2024年 | ユンコス・ホリンジャー・レーシング | ダラーラ・DW12 | シボレー | STP 22 | THE DNQ | LBH 8 | ALA 12 | IMS 12 | INDY 19 | DET 23 | ROA 7  | LAG 4  | MDO 23 | IOW 24 | IOW 10 | TOR 9  | GTW 16 | POR 27 | MIL 24 | MIL 9  | NSH 16 | 17位 | 260      |